# Vaiere Mara

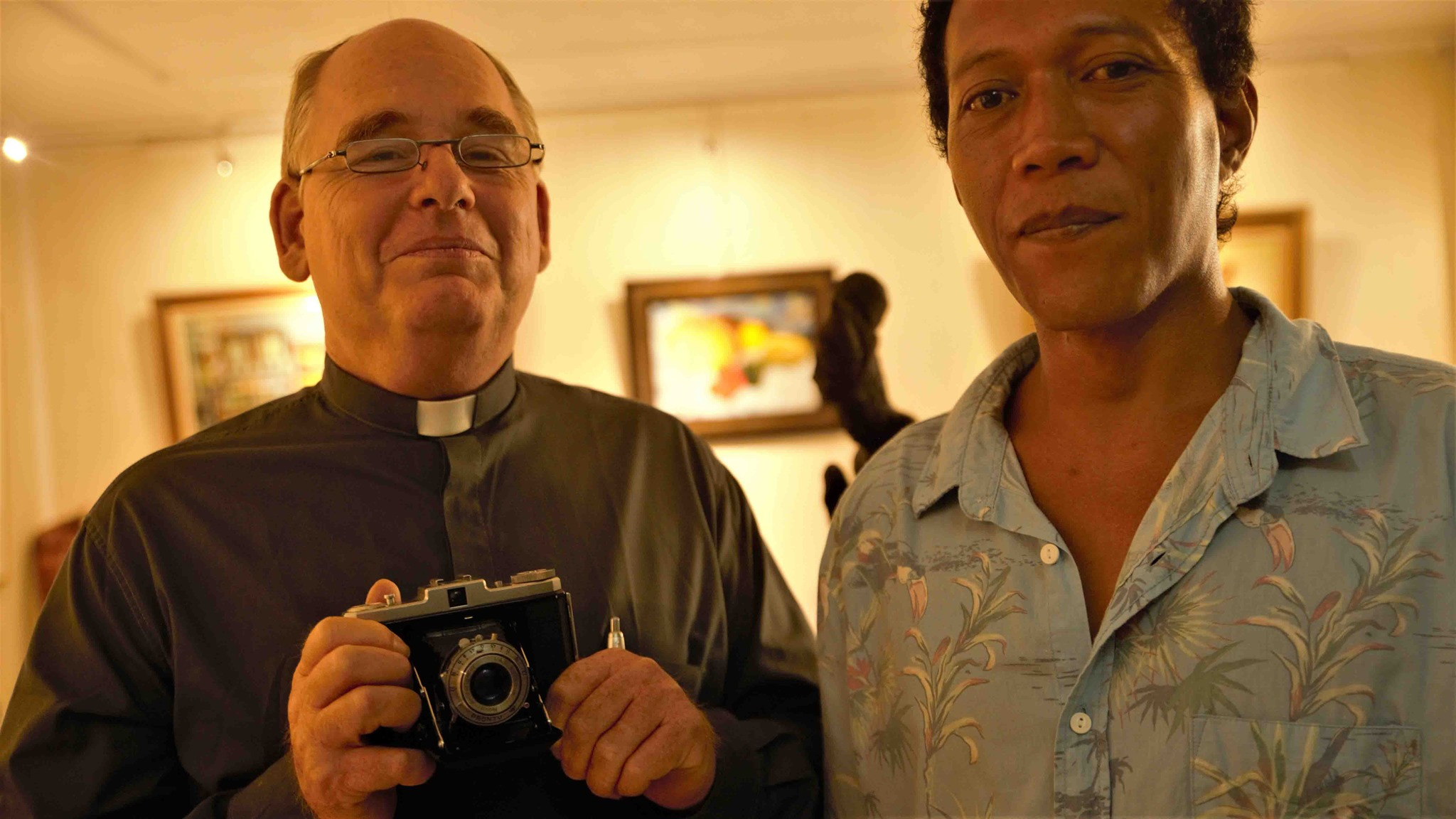
Andreas Dettloff joue le rôle de Patrick O Reilly dans le film documentaire Mara V

Vaieretiai Mara, plus connu sous le nom de Vaiere Mara, est un sculpteur polynésien né en 1936 sur l'île de Rurutu (archipel des Australes) et décédé en 2005 à Paea (Tahiti).

## Biographie
Élève du sculpteur Joseph Kimitete, ayant débuté comme sculpteur de tiki marquisiens, Mara développe rapidement un style personnel, qui fait de lui le premier sculpteur polynésien moderne. Il est également le premier artiste polynésien à avoir signé ses œuvres, le plus souvent MARA V. Très prolifique, on lui doit de nombreux bustes en corail blanc, ainsi que des thèmes polynésiens innovants, tel que le tamaaraa tahitien (déjeuner tahitien), la chasse au cochon ou encore des bas-reliefs en bois précieux.
À la fin des années 1960, le gouverneur Jean Sicurani fait l'acquisition à titre personnel d'une hina monumentale. Connue par un ouvrage de Patrick O'Reilly, cette sculpture a été conservée par le Haut-Commissariat de la République et exposée une première fois au public en 2021 à l'université de la Polynésie française dans le cadre de la Journée mondiale de l'art.
En 1978, O'Reilly consacre un livre au sculpteur, Bois légendaires de Mara sculpteur Tahitien, publié chez Hachette Pacifique.
À la fin des années 1970, on doit à Mara la décoration de l'Assemblée de Polynésie française, sur commission du gouvernement de Francis Sandford.

## Postérité
Après son décès en 2005, le sculpteur est très vite tombé dans l'oubli jusqu'à ce qu'un galeriste argentin, Miguel Hunt, ne le redécouvre en 2012 et réunisse un fond de sculptures, donnant lieu à plusieurs expositions en 2014. En 2015, le professeur Jean Guiart publie un long texte sur le sculpteur dans sa revue Connexions, suivi en avril 2018 d'un numéro spécial consacré à l'Inventaire des œuvres de Mara. Outre de nombreux visuels, on y trouve des textes de Jean-Luc Coudray et de Jean Duday, ainsi que des entretiens avec les enfants du sculpteur, qui permettent de retracer sa biographie.
En 2019, le sculpteur fait l'objet d'un film documentaire de l'artiste Jonathan Bougard, qui lui a consacré cinq années de recherches et retrouvé plus de 500 sculptures. Le documentaire est diffusé sur la chaine TNTV, puis au Musée du Quai Branly - Jacques Chirac. début 2020 en présence du réalisateur.
Une rétrospective de son œuvre est annoncée depuis longtemps par le Musée de Tahiti et des Îles.
Son fils Gilles Mateha Mara, continue de sculpter le bois, la pierre et le corail dans le style initié par son père et signe ses œuvres Mara G, ce qui permet de les différencier de celles du père, signées Mara V.

## Galerie

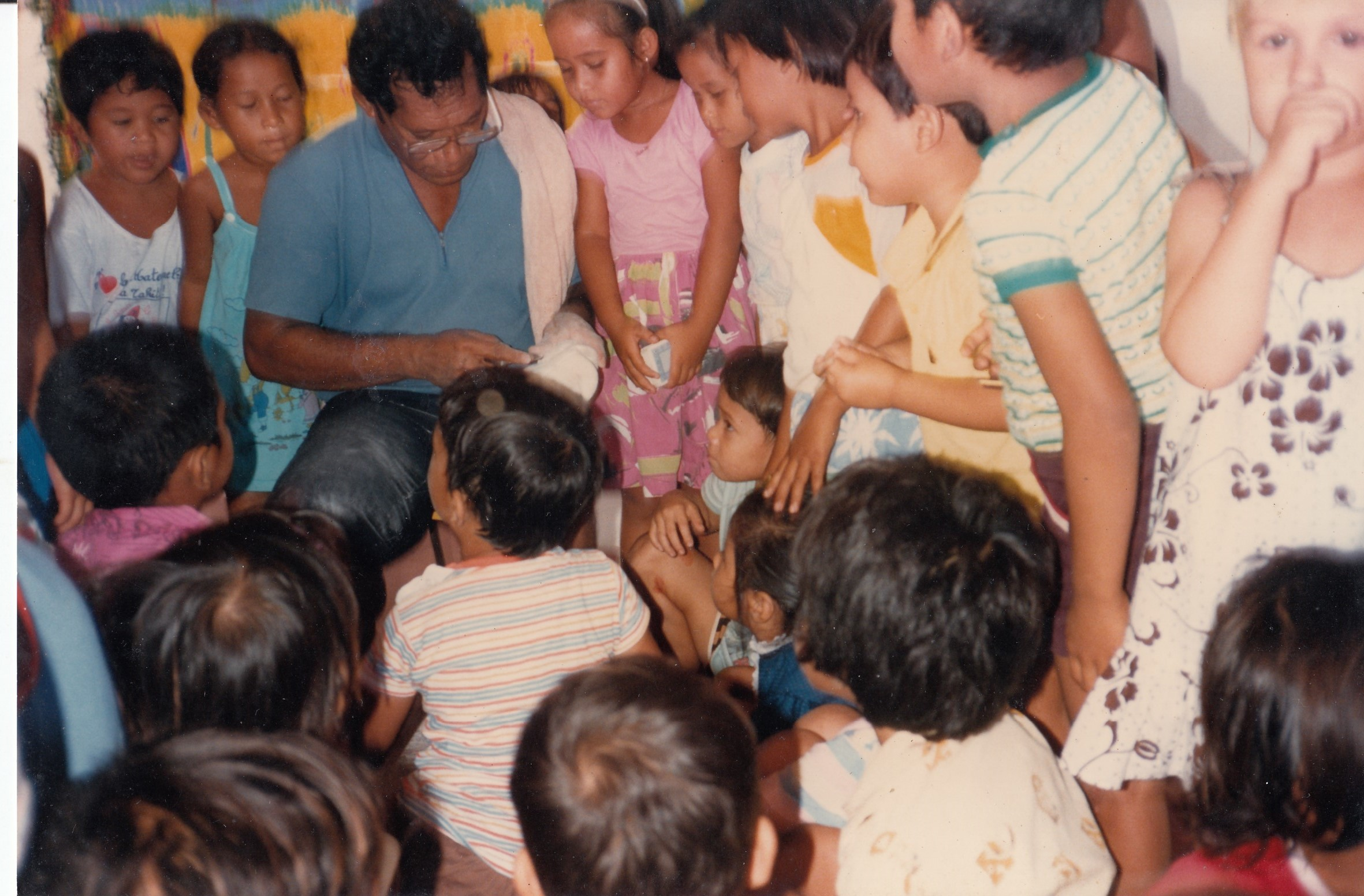
Vaiere Mara sculpte un morceau de corail devant les élèves d'une classe de Raiatea.

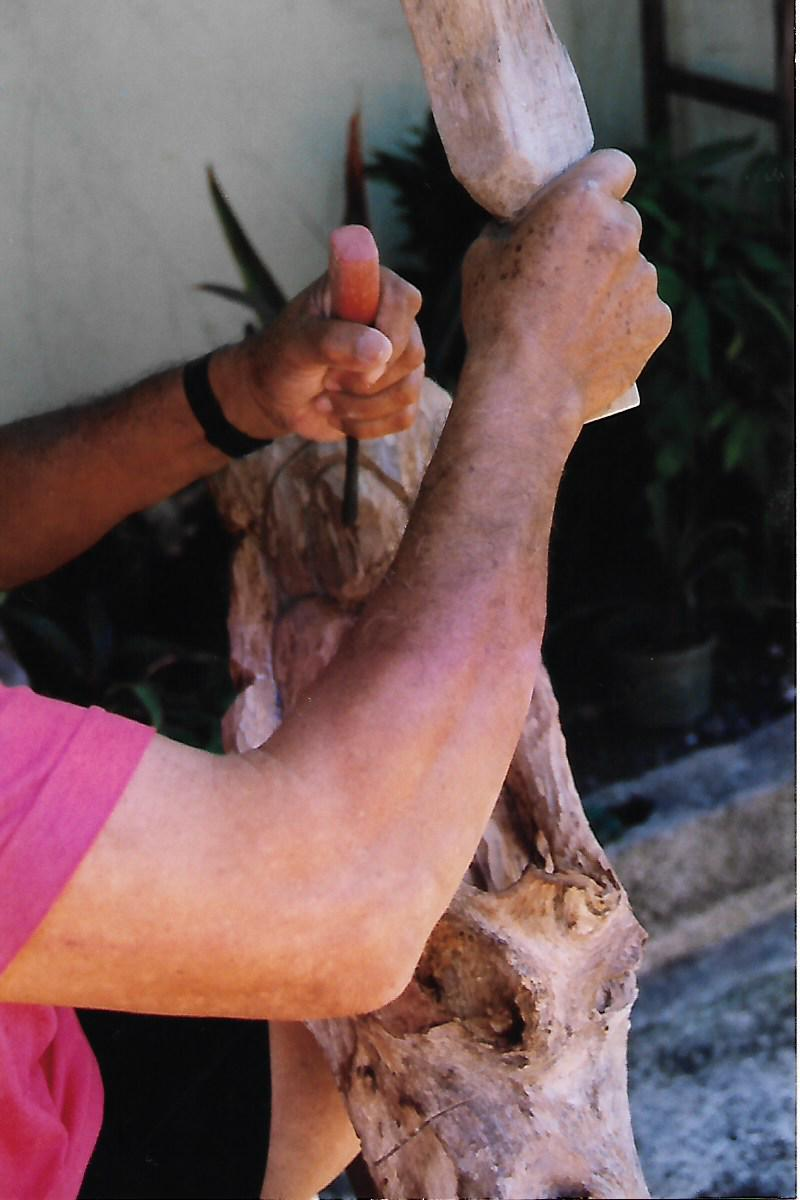
Les mains de Vaiere Mara en train de travailler un bois à la gouge et au maillet.

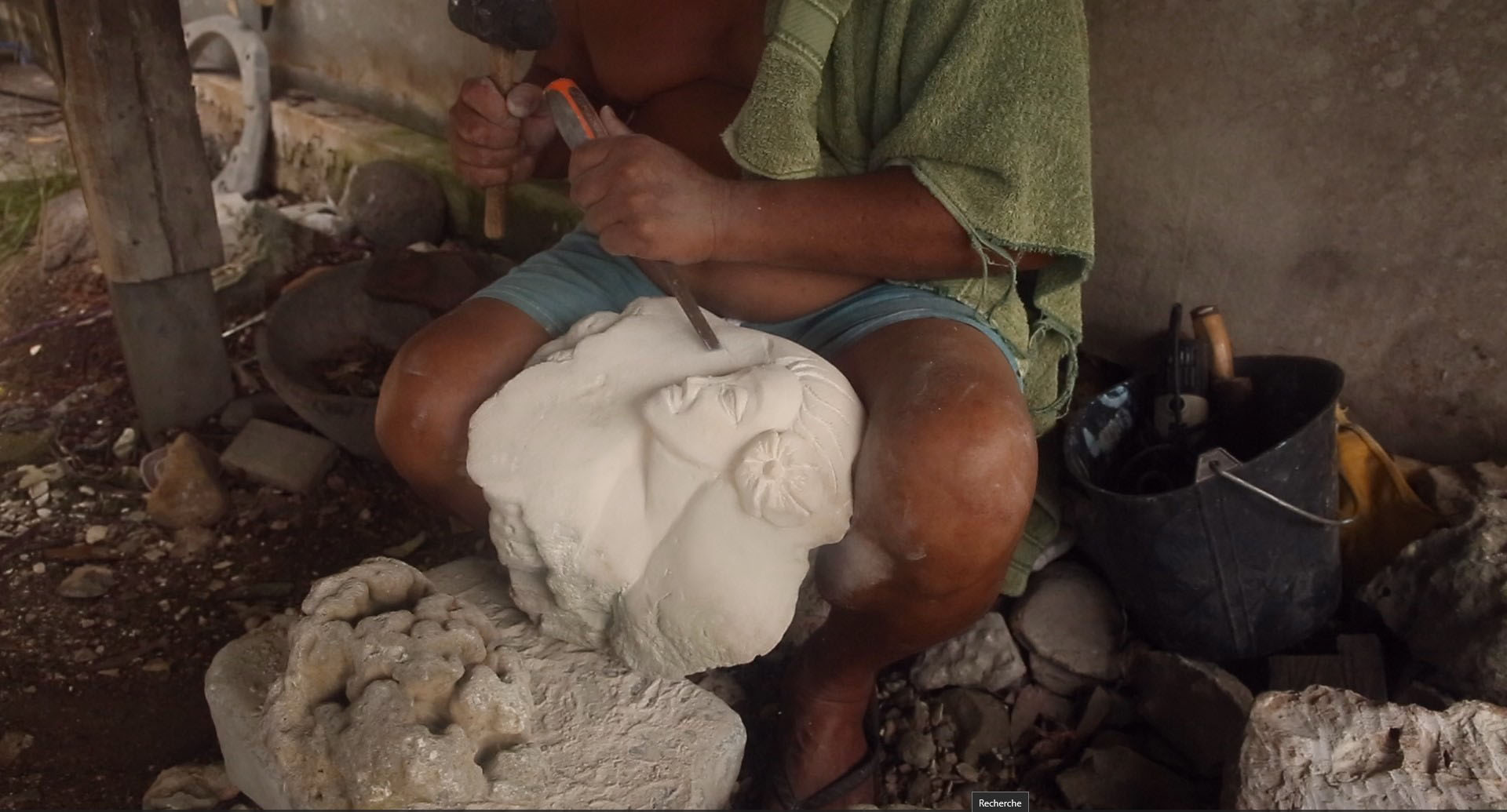
Mateha Mara, fils de Vaiere Mara. travaille un bloc de corail au ciseau à bois et au maillet.

## Vidéographie
- Reportage Mana culture du 14 novembre 2014, TNTV.
- Mara V. Documentaire de Jonathan Bougard. 83 min. In Vivo Prod. 2019.
- Les premiers Mara. Court-métrage de Jonathan Bougard. 7 min. 2022.